# ローレンス郡 (アラバマ州)
ローレンス郡（英: Lawrence County）は、アメリカ合衆国アラバマ州の北西部に位置する郡である。2010年国勢調査での人口は34,339人であり、2000年の34,803人から0.6%減少した。郡庁所在地はムールトン市（人口3,471人）であり、同郡で人口最大の都市でもある。郡名はニュージャージー州出身のアメリカ海軍大佐ジェイムズ・ローレンスに因んで名付けられた。
ローレンス郡はディケーター大都市圏に属している。州内ではインディアン人口が最も多い郡である。

## 歴史
ローレンス郡となった地域には4000年前から異なった文化を持つインディアンが住んでいた。ウッドランド中期（西暦1年から500年）のコペナ文化の人々は、宗教と政治体系の一部として複雑な土盛り構造物を建設した。その墳墓と儀式用の台形マウンドは州内最大であり、オークビル・インディアンマウンド公園博物館で保存されている。この博物館には、ヨーロッパ人が入ってきた時に地域に住んでいたチェロキー族に関する展示をされている。その他昔のインディアン部族としては、チョクトー族やクリーク族がいた。
ローレンス郡は1818年2月6日にヨーロッパ系アメリカ人によって設立された。1830年インディアン移住法の下で、アメリカ合衆国政府は大半の部族をミシシッピ川より西のインディアン準州に移住させ、アメリカ人の開拓と開発への道を作った。
多くのチェロキー族やヨーロッパ人とチェロキー族の混血子孫が、「ブラック・ダッチ」と呼ばれることもあり、ローレンス郡の地域に留まっている。ローレンス郡内は、州政府が認定したエコタ・チェロキー族の4,000人など、インディアンと自己申告する人の数が最も多い郡である。

## 地理
アメリカ合衆国国勢調査局に拠れば、郡域全面積は718.07平方マイル (1,859.8 km2)であり、このうち陸地693.38平方マイル (1,795.8 km2)、水域は24.68平方マイル (63.9 km2)で水域率は3.44%である。

### 河川
- テネシー川
- ジプシーフォーク・オブ・ザ・ブラックウォリアー川

### 交通

#### 主要高規格道路
- アメリカ国道72号線代替路
- アラバマ州道20号線
- アラバマ州道24号線
- アラバマ州道33号線
- アラバマ州道36号線
- アラバマ州道101号線
- アラバマ州道157号線
- アラバマ州道184号線

#### 鉄道
- ノーフォーク・サザン鉄道

### 隣接する郡
- ライムストーン郡 - 北東
- モーガン郡 - 東
- カルマン郡 - 南東
- ウィンストン郡 - 南
- フランクリン郡、コルバート郡 - 西
- ローダーデール郡 - 北西

### 国立保護地域
- ウィリアム・B・バンクヘッド国立の森（部分）

## 人口動態
以下は2000年の国勢調査による人口統計データである。
| 基礎データ - 人口: 34,803人 - 世帯数: 13,538 世帯 - 家族数: 10,194 家族 - 人口密度: 19人/km2（50人/mi2） - 住居数: 15,009軒 - 住居密度: 8軒/km2（22軒/mi2） 人種別人口構成 - 白人: 77.77% - アフリカン・アメリカン: 13.36% - ネイティブ・アメリカン: 5.36% - アジア人: 0.10% - 太平洋諸島系: 0.01% - その他の人種: 0.33% - 混血: 3.08% - ヒスパニック・ラテン系: 1.05% 先祖による構成 - イギリス系：61.2% - アフリカ系：13.36% - スコットランド・アイルランド系：4.1% - ウェールズ系：2.0% | 年齢別人口構成 - 18歳未満: 25.7% - 18-24歳: 8.4% - 25-44歳: 30.1% - 45-64歳: 23.7% - 65歳以上: 12.1% - 年齢の中央値: 36歳 - 性比（女性100人あたり男性の人口） - 総人口: 96.2 - 18歳以上: 92.4 世帯と家族（対世帯数） - 18歳未満の子供がいる: 34.7% - 結婚・同居している夫婦: 60.5% - 未婚・離婚・死別女性が世帯主: 11.2% - 非家族世帯: 24.7% - 単身世帯: 22.6% - 65歳以上の老人1人暮らし: 9.5% - 平均構成人数 - 世帯: 2.55人 - 家族: 2.99人 | 収入と家計 - 収入の中央値 - 世帯: 31,549米ドル - 家族: 38,565米ドル - 性別 - 男性: 31,519米ドル - 女性: 20,480米ドル - 人口1人あたり収入: 16,515米ドル - 貧困線以下 - 対人口: 15.3% - 対家族数: 13.1% - 18歳未満: 16.8% - 65歳以上: 24.5% |

## 都市と町

### 都市
- ムールトン - 郡庁所在地

### 村
- コートランド
- ヒルズボロ
- ノースコートランド
- タウンクリーク

### 国勢調査指定地域
- ハットン

### 未編入の町
| - カドー - チャリービート - ファイブポインツ - ランダーズビル - ラングタウン | - マラードクリーク - マウントホープ - オークビル - ピッツバーグ - レッドバンク | - スピーク - ウィーラー - レン - ウルフスプリングス |

## 見どころ
郡内にはウィリアム・B・バンクヘッド国立の森、オークビル・インディアンマウンド、ジェシー・オーウェンズ記念公園がある。カルマン郡から始まるブラックウォリアー・パスが郡内を抜けオークビル・インディアンマウンドに通っている。インディアンが数百年間使っていたものであり、後に開拓者たちが利用した。

## 行事
郡内では毎年多くの行事を開催している。ムールトン市のアラバマ・チキンとエッグ祭、オークビル・インディアンマウンドのアラバマ州高校運動協会のクロスカントリー州内選手権、ムールトンのローレンス郡バスケットボール・トーナメント、オークビル・インディアンマウンドのアラバマ州インディアン祭などである。

## 教育
郡内には4つの高校がある。東ローレンス、ハットン、ローレンス郡、R・A・ハバードの各高校である。また小学校6校、中学校6校がある。その他教育施設として、ローレンス郡技術センターとジュディ・ジェスター学習センターがある。

## 著名な出身者
- ルーカス・ブラック、俳優
- ジェシー・オーエンス、ベルリンオリンピックで4つの金メダルを獲得した陸上選手
- ジョセフ・ウィーラー、南軍の将軍、政治家